# Carlos Roa
Carlos Ángel Roa (ur. 15 sierpnia 1969 w Santa Fe) – argentyński piłkarz grający na pozycji bramkarza.
Grał w pierwszej lidze argentyńskiej w Olimpo de Bahía Blanca i Club Atlético Lanús, skąd wraz z trenerem Héctorem Cúperem w 1997 roku przeniósł się do hiszpańskiej RCD Mallorca, z którą w 1999 roku dotarł do finału Pucharu Zdobywców Pucharów. Kilka tygodni po tym meczu wstąpił do Kościoła Adwentystów Dnia Siódmego i zgodnie ze swymi przekonaniami religijnymi nie grał w piłkę w piątki wieczorem i w sobotę. Fakt ten zaważył na decyzji o zakończeniu kariery piłkarskiej.
Jednak w 2001 roku powrócił do bramki najpierw Mallorki, później drugoligowego Albacete Balompie i dzięki udanym meczom w drugiej połowie sezonu 2001/2002 był brany pod uwagę przez selekcjonera Marcelo Bielsę przy ustalaniu kadry na mistrzostwa świata 2002. Ostatecznie się w niej nie znalazł. W reprezentacji Argentyny grał już podczas Mundialu we Francji w 1998 roku. W fazie grupowej nie puścił żadnego gola, a w meczu 1/8 finału z Anglią obronił dwa rzuty karne.
W 2002 roku wykryto u niego raka. Wtedy też ostatecznie zakończył sportową karierę.